# حزب التكامل الوطني (بيرو)
حزب التكامل الوطني (بالإسبانية: Partido de Integración Nacional)، هو حزب سياسي في بيرو تأسس عام 1982 على يد ميغيل أنخيل موفاريش. جمع الحزب القطاعات المنشقة من حزب العمل الشعبي وحزب الشعب المسيحي. خاض الانتخابات البلدية لعام 1983 وحده، وفي عام 1985 خاض الانتخابات العامة على قائمة اليسار المتحد.